# WCW 배시 엣 더 비치
배쉬 엣 더 비치(Bash at the Beach)는 WCW가 주관하였고, 2000년 끝으로 폐지된 페이 퍼 뷰이다. WWE의 서머슬램과 같이 여름의 가장 큰 페이 퍼 뷰이다.
2019년 봄 코디 로즈가 상표권 등록 신청을 하였고, 승인이 되면서 올 엘리트 레슬링 위클리쇼 AEW 다이너마이트 특집 에피소드로, 2020년 20년만에 부활하게 된다.

## 배쉬 엣 더 비치 개최한 곳

### WCW PPV 시절
| 날짜            | 개최한 곳     | 경기장              | 관중수 | 메인이벤트                                                                                              |
| --------------- | ------------- | ------------------- | ------ | --- |
| 1994년 7월 17일 | 올랜도        | 올랜도 아레나       | 14,000 | 헐크 호건 vs. 릭 플레어 (WCW 월드 헤비웨이트 챔피언십)                                                  |
| 1995년 7월 16일 | 헌팅턴비치    | 더 비치             | 9,500  | 헐크 호건 vs. 베이더 (WCW 월드 헤비웨이트 챔피언십, 스틸 케이지 매치)                                   |
| 1996년 7월 7일  | 데이토나 비치 | 오션 센터           | 8,300  | 더 아웃사이더스 (케빈 내시 & 스캇 홀) & 헐크 호건 vs. 랜디 새비지, 스팅, 렉스 루거 (식스맨 태그팀 매치) |
| 1997년 7월 13일 | 데이토나 비치 | 오션 센터           | 7,851  | 렉스 루거 & 더 자이언트 vs. 헐리우드 호건 & 데니스 로드먼 (태그팀 매치)                                 |
| 1998년 7월 12일 | 샌디에이고    | 콕스 아레나         | 10,095 | 헐리우드 호건 & 데니스 로드먼 vs. 다이아몬드 댈러스 페이지 & 칼 멀론                                    |
| 1999년 7월 11일 | 포트로더데일  | 내셔널 카 렌탈 센터 | 13,624 | 랜디 새비지 & 시드 비셔스 vs. 케빈 내시 & 스팅 (WCW 월드 헤비웨이트 챔피언십, 태그팀 매치)              |
| 2000년 7월 9일  | 데이토나 비치 | 오션 센터           | 6,572  | 부커 T vs. 제프 제럿 (WCW 월드 헤비웨이트 챔피언십)                                                     |

### 올 엘리트 레슬링 시절
| 날짜            | 개최한 곳 | 경기장 | 관중수 | 메인이벤트 |
| --------------- | --------- | ------ | ------ | ---------- |
| 2020년 1월 15일 | 마이애미  |        |        |            |